# Gemeinsame Außen- und Sicherheitspolitik

Flagge der Europäischen Union

Die Gemeinsame Außen- und Sicherheitspolitik (GASP; englisch Common Foreign and Security Policy, CFSP; französisch Politique étrangère et de sécurité commune, PESC) ist ein Politikbereich der Europäischen Union. Er bezeichnet die Zusammenarbeit der EU-Mitgliedstaaten in den Bereichen Außen-, Sicherheits- und Verteidigungspolitik und ist Teil des „auswärtigen Handelns der Union“, das noch Bereiche wie die Entwicklungs- und Handelspolitik umfasst. Ein Unterbereich der GASP ist die Gemeinsame Sicherheits- und Verteidigungspolitik (GSVP), für die teilweise eigene Regeln gelten.
Die GASP wurde mit dem Vertrag von Maastricht 1993 eingerichtet. Es handelt sich dabei um eine rein intergouvernementale (zwischenstaatliche) Kooperation der Regierungen; wichtige Beschlüsse können daher grundsätzlich nur einstimmig von allen Mitgliedstaaten im Europäischen Rat oder im Rat der Europäischen Union gefasst werden. Für die Durchführung der GASP sind der Hohe Vertreter der EU für Außen- und Sicherheitspolitik und der ihm unterstellte Europäische Auswärtige Dienst sowie die diplomatischen Dienste der Mitgliedstaaten zuständig. Die Bestimmungen zur GASP finden sich in Art. 21 bis Art. 46 des EU-Vertrags.

## Ziele
Nach Art. 24 EU-Vertrag dient die GASP der Umsetzung der Ziele, die in Art. 21 EU-Vertrag festgelegt sind. Dabei handelt es sich um:
- die Wahrung der gemeinsamen Werte, der grundlegenden Interessen, der Unabhängigkeit und der territorialen Unversehrtheit der Union,
- die Förderung von Demokratie, Rechtsstaatlichkeit, Menschenrechten und den Grundsätzen des Völkerrechts,
- die Wahrung des Friedens, die Stärkung der internationalen Sicherheit und die Verhütung von Konflikten entsprechend der UN-Charta, der Schlussakte von Helsinki und der Charta von Paris,
- die Förderung nachhaltiger Entwicklung und Armutsbekämpfung in Entwicklungsländern,
- die Förderung der weltwirtschaftlichen Integration und Abbau internationaler Handelshemmnisse,
- die Entwicklung internationaler Maßnahmen im Bereich Umweltschutz,
- humanitäre Hilfe bei Naturkatastrophen und von Menschen verursachten Katastrophen,
- die Förderung multilateraler Zusammenarbeit und einer verantwortungsvollen Weltordnungspolitik.

## Akteure

### Europäischer Rat und Rat der EU
Die strategischen Interessen der EU werden nach Art. 26 EU-Vertrag vom Europäischen Rat definiert. Dieser legt durch einstimmigen Beschluss auch die Ziele und die allgemeinen Leitlinien der GASP fest. Auf Grundlage dieser Vorgaben formuliert dann der Rat der EU (in der Zusammensetzung als Außenministerrat) die Beschlüsse zur GASP im Einzelnen. Auch er entscheidet grundsätzlich einstimmig. Lediglich in bestimmten Fällen, etwa wenn ein reiner Durchführungsbeschluss zu einer schon zuvor beschlossenen Aktion gefasst wird, sind auch Entscheidungen mit qualifizierter Mehrheit möglich. Insgesamt haben sich also die Mitgliedstaaten der Europäischen Union im Bereich der Außen- und Sicherheitspolitik sehr starke Mitwirkungsrechte vorbehalten. Die Zusammenarbeit in der GASP erfolgt intergouvernemental; aufgrund des Einstimmigkeitsprinzips behält letztlich jeder Mitgliedsstaat die volle Kontrolle über die Entwicklung der GASP. Im Gegenzug haben die Mitgliedstaaten nach Art. 31 Abs. 1 EU-Vertrag die GASP aktiv und vorbehaltslos zu unterstützen. Sie müssen untereinander solidarisch zusammenarbeiten und sich jeglicher Handlungen enthalten, die die Effizienz der GASP beeinträchtigen könnte.
Ein spezielles unterstützendes Gremium des Rates ist das Politische und Sicherheitspolitische Komitee (PSK, Art. 38 EU-Vertrag). Es setzt sich aus hochrangigen Beamten der nationalen Außenministerien zusammen und tagt in der Regel zweimal pro Woche. Das PSK kann Stellungnahmen zur internationalen Lage abgeben, überwacht die Durchführung der GASP-Politiken und kann mit der Leitung von Operationen zur Krisenbewältigung beauftragt werden.

### Hoher Vertreter der EU für Außen- und Sicherheitspolitik

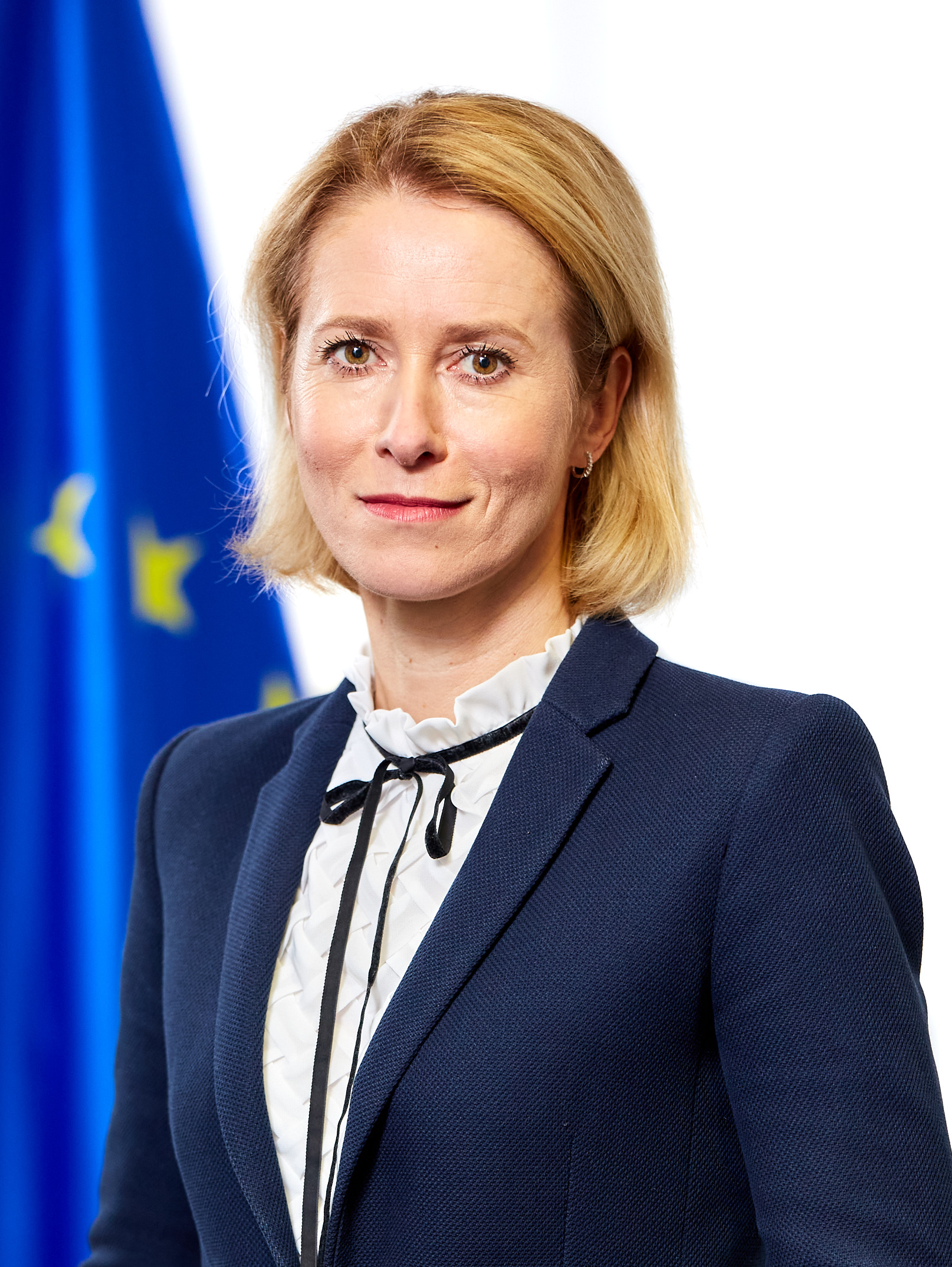
Kaja Kallas, Hohe Vertreterin der EU für Außen- und Sicherheitspolitik

Bei der Durchführung der GASP nimmt der Hohe Vertreter der EU für Außen- und Sicherheitspolitik eine Schlüsselrolle ein, der die EU auch gegenüber Drittstaaten und internationalen Organisationen vertritt (Art. 27 EU-Vertrag). Der Hohe Vertreter, umgangssprachlich auch als EU-Außenminister bezeichnet, ist zugleich Vorsitzender des Außenministerrates und Vizepräsident der Europäischen Kommission; er vereint dadurch die außenpolitischen Kompetenzen beider Organe. Allerdings ist noch unklar, wie die genaue Aufgabenverteilung zwischen dem Hohen Vertreter und dem Präsidenten des Europäischen Rates gestaltet sein wird, denn auch dieser nimmt nach Art. 15 EU-Vertrag „auf seiner Ebene und in seiner Eigenschaft, unbeschadet der Befugnisse des Hohen Vertreters […], die Außenvertretung der Union in Angelegenheiten der Gemeinsamen Außen- und Sicherheitspolitik wahr“. Beide Ämter wurden in ihrer heutigen Form erst mit dem Vertrag von Lissabon 2009 geschaffen. Catherine Ashton und Herman Van Rompuy übten diese Ämter als jeweils Erste aus. Am 1. November 2014 übernahm Federica Mogherini das Amt der Hohen Vertreterin für Außen- und Sicherheitspolitik, im Dezember 2019 wiederum wurde Josep Borrell Fontelles der neue Hohe Vertreter. Im Dezember 2024 wurde das Amt an Kaja Kallas übergeben.

### Europäischer Auswärtiger Dienst
Dem Hohen Vertreter ist der Europäische Auswärtige Dienst (EAD) unterstellt, der ebenfalls erst mit dem Vertrag von Lissabon geschaffen wurde (Art. 27 Abs. 3 EU-Vertrag). Der EAD baut auf den bisherigen Delegationen der Europäischen Kommission auf und umfasst zudem Beamte aus dem EU-Ratssekretariat und aus den diplomatischen Diensten der Mitgliedstaaten. Auf Vorschlag des Hohen Vertreters kann der Rat zudem für bestimmte Aufgaben und Handlungsfelder EU-Sonderbeauftragte ernennen (Art. 33 EU-Vertrag). Zurzeit sind dies neun Personen mit jeweils regionalen Einsatzgebieten auf dem Balkan, im Nahen und Mittleren Osten sowie in Ostafrika.

### Weitere EU-Organe
Das Europäische Parlament hat aufgrund des zwischenstaatlichen Charakters der GASP nur geringe Mitspracherechte. Nach Art. 36 EU-Vertrag muss der Hohe Vertreter dem Parlament regelmäßig Bericht erstatten und bei seiner Tätigkeit die Auffassungen des Parlaments „gebührend berücksichtigen“. Außerdem kann das Parlament Anfragen und Empfehlungen an den Rat richten und führt zweimal jährlich eine Aussprache zu den Fortschritten der GASP durch. Auch der Gerichtshof der Europäischen Union ist nach Art. 275 AEU-Vertrag für die GASP nicht zuständig. Er kann lediglich überwachen, dass die Organe ihre Kompetenzen nicht überschreiten, und sich mit Klagen wegen im Bereich der GASP gefassten restriktiven Maßnahmen gegen Einzelpersonen befassen. Ein prominentes Beispiel hierfür ist der Fall Kadi, in dem sich der Gerichtshof mit einer im Rahmen der GASP erstellten Terroristenliste auseinandersetzte. Zuständiger Ausschuss des Europäischen Parlaments ist der Ausschuss für auswärtige Angelegenheiten, Menschenrechte, Gemeinsame Sicherheit und Verteidigungspolitik.
Das Institut der Europäischen Union für Sicherheitsstudien (IEUSS) trägt als Denkfabrik der EU zur Entwicklung der GASP und der GSVP bei. Zu diesem Zweck betreibt das Institut akademische Forschung, erstellt politische Analysen, veranstaltet Seminare und führt Informations- und Kommunikationstätigkeiten durch. Das Institut hat sich mit Personen aus der Rüstungsindustrie und ihr zuarbeitenden Universitätsangehörigen umgeben, eine sogenannte Group of personalities, GoP, die für ihre Firmen im Bereich Beschaffung von Militärgütern in der EU aktiv sind. Diese Gruppe ist der EU-Kommissarin für Binnenmarkt, Industrie, Unternehmertum und kleine und mittlere Unternehmen, Elżbieta Bieńkowska, zugeordnet und hat im Februar 2016 „Empfehlungen“ publiziert. Der Einfluss von interessierten Wirtschaftskreisen auf die EU-Beschaffung und ihr Wunsch, die EU-Militärausgaben deutlich zu erhöhen, finden darin einen beredten Ausdruck.

## Politikinstrumente
Im Rahmen der GASP kann die EU nach Art. 31 EU-Vertrag keine Gesetzgebungsakte erlassen. Stattdessen gibt es zur Festlegung und Durchführung der GASP verschiedene andere Politikinstrumente, auf die der Europäische Rat und der Rat für Auswärtige Angelegenheiten zurückgreifen können.

### Beschlüsse
Der Europäische Rat legt die strategischen Interessen der Union und die allgemeinen Leitlinien der GASP fest, die bis zum Vertrag von Lissabon als Gemeinsame Strategien bezeichnet wurden. Dabei handelt es sich um langfristig angelegte politische Konzepte, die verschiedene Aktionen auf mehreren Handlungsebenen beinhalten.
Der Rat für Auswärtige Angelegenheiten kann folgende Arten von Beschlüssen erlassen:
- Aktionen der Union (früher Gemeinsame Aktionen), mit denen die EU selbst auf einem bestimmten Gebiet der Außenpolitik operativ tätig wird (Art. 28), etwa mit Sanktionen gegen andere Staaten oder mit der Entsendung von Wahlbeobachtern. Beschlüsse zu Aktionen müssen Ziele, Umfang, Finanzierung, Bedingungen und gegebenenfalls den Zeitraum ihrer Durchführung beinhalten.
- Standpunkte der Union (früher Gemeinsame Standpunkte), die sich mit „einer bestimmten Frage geographischer oder thematischer Art“ befassen (Art. 29 EU-Vertrag). Sie gelten verbindlich für alle Mitgliedstaaten und sind primär auf deren Tätigwerden gerichtet.
- Durchführungsbeschlüsse über die Einzelheiten zu bereits beschlossenen Aktionen oder Standpunkten.

Zudem kann der Rat Erklärungen abgeben, mit denen die EU zu aktuellen politischen Ereignissen Stellung nimmt. Sie binden die EU und ihre Mitgliedstaaten politisch, haben aber keine rechtsverbindliche Wirkung.
Beschlüsse im Rahmen der GASP können vom Hohen Vertreter, aber auch von allen Mitgliedstaaten vorgeschlagen werden (Art. 30 EU-Vertrag); anders als in anderen Politikbereichen der EU liegt das Initiativrecht hier also nicht nur bei der Europäischen Kommission. Die Beschlüsse werden vom Rat nach Art. 31 EU-Vertrag grundsätzlich einstimmig gefasst, jeder Staat hat also ein Vetorecht. Allerdings können sich Mitgliedstaaten bei Beschlüssen auch enthalten und dazu eine förmliche Erklärung abgeben. Die betreffenden Beschlüsse gelten für diese Staaten dann nicht, treten aber für die übrigen dennoch in Kraft. Die Staaten, die sich enthalten haben, müssen sich an der Durchführung nicht beteiligen, dürfen sie aber auch nicht behindern. Falls sich mindestens ein Drittel der Mitgliedstaaten, die zugleich ein Drittel der Unionsbevölkerung vertreten, auf diese Weise enthalten, tritt der Beschluss nicht in Kraft.
In einigen Fällen beschließt der Rat nach Art. 31 Abs. 2 EU-Vertrag auch mit qualifizierter Mehrheit. Dies geschieht dann, wenn der Rat lediglich Vorgaben des Europäischen Rates konkretisiert, wenn er Durchführungsbeschlüsse zu bereits beschlossenen Standpunkten oder Aktionen erlässt oder wenn er Sonderbeauftragte ernennt. Allerdings hat auch in diesen Fällen jeder Mitgliedstaat ein Vetorecht, soweit der Beschluss wichtigen Interessen seiner nationalen Politik zuwiderläuft. Er muss diese Interessen jedoch konkret benennen. Falls keine einvernehmliche Lösung erzielt werden kann, kann der Rat eine solche Angelegenheit an den Europäischen Rat verweisen. Durch eine sogenannte Passerelle-Klausel kann der Europäische Rat durch einstimmigen Beschluss auch festlegen, dass der Rat noch in weiteren Fällen mit qualifizierter Mehrheit entscheidet. Beschlüsse mit militärischen oder verteidigungspolitischen Bezügen müssen jedoch grundsätzlich einstimmig getroffen werden.

### Völkerrechtliche Verträge
Ein weiteres wichtiges Instrument der GASP sind die völkerrechtlichen Verträge, die die EU als Völkerrechtssubjekt nach Art. 37 EU-Vertrag mit Drittstaaten oder internationalen Organisationen schließen kann. Die Verhandlungen dazu werden vom Hohen Vertreter geführt, die Ratifikation erfolgt durch einstimmigen Beschluss des Rates.
Solche völkerrechtlichen Abkommen der EU sind erst seit dem Vertrag von Lissabon möglich, da die EU erst durch ihn Rechtspersönlichkeit erhielt. Zuvor konnte nur die Europäische Gemeinschaft internationale Verträge schließen. Sie war Vollmitglied bei zahlreichen internationalen Organisationen, wie der WTO und der FAO, und mit zahlreichen Drittstaaten über Verträge verbunden. Mit dem Vertrag von Lissabon trat die EU die Rechtsnachfolge der Europäischen Gemeinschaft an.

## Durchführung

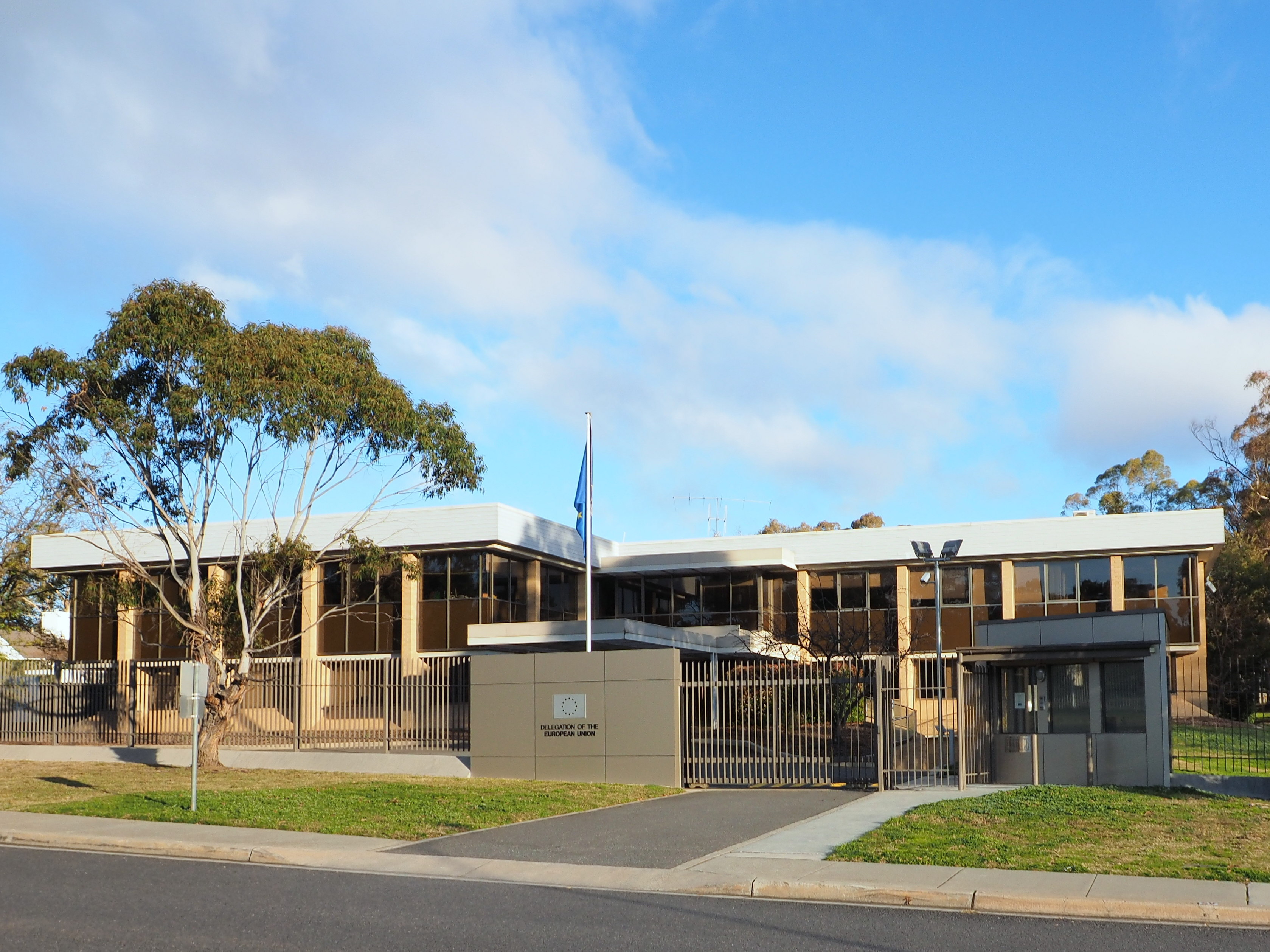
Delegation der Europäischen Union in Canberra, Australien

Für die Durchführung der Beschlüsse im Rahmen der GASP sind der Hohe Vertreter und die EU-Mitgliedstaaten gemeinsam verantwortlich (Art. 26 Abs. 3 EU-Vertrag). Dem Hohen Vertreter ist dafür der Europäische Auswärtige Dienst unterstellt, der mit den nationalen diplomatischen Diensten zusammenarbeitet. Die Auslandsvertretungen der Mitgliedstaaten und die EU-Delegationen in Drittstaaten und auf internationalen Konferenzen stimmen sich ab und tauschen Informationen aus (Art. 35 EU-Vertrag). Grundsätzlich sind der Hohe Vertreter und die Mitgliedstaaten im Rat verpflichtet, dem Kohärenzgebot Sorge zu tragen; nach Art. 24 Abs. 3 EU-Vertrag müssen die Mitgliedstaaten die GASP „aktiv und vorbehaltlos im Geiste der Loyalität und der gegenseitigen Solidarität“ unterstützen. Allerdings gibt es keine Mechanismen, durch die ein Mitgliedstaat faktisch zur Durchführung eines gemeinsamen Beschlusses gezwungen werden könnte.
Sofern eine gemeinsame Aktion beschlossen wurde, sind alle Mitgliedstaaten verpflichtet, eigene Maßnahmen in diesem Bereich zuvor im Rat abzustimmen (Art. 28 Abs. 3 EU-Vertrag). Lediglich bei zwingender Notwendigkeit können die Mitgliedstaaten auch Sofortmaßnahmen ergreifen, über die sie den Rat erst im Nachhinein informieren. Auch in internationalen Organisationen und bei internationalen Konferenzen koordinieren die Mitgliedstaaten ihr Handeln (Art. 34 EU-Vertrag); sofern nur einzelne Mitgliedstaaten vertreten sind, setzen diese sich für die Standpunkte der Union ein und unterrichten die übrigen Mitgliedstaaten und den Hohen Vertreter laufend über alle relevanten Fragen. Auch die EU-Mitgliedstaaten, die Mitglied im Sicherheitsrat der Vereinten Nationen sind, stimmen sich ab und setzen sich für die Standpunkte der Union ein.
Nach Art. 41 EU-Vertrag werden Verwaltungsausgaben für die GASP vollständig vom EU-Haushalt getragen. Operative Ausgaben gehen ebenfalls zulasten der EU, es sei denn, sie betreffen Aufgaben mit militärischen oder verteidigungspolitischen Bezügen oder der Rat fasst einen entsprechenden einstimmigen Beschluss. In diesem Fall sind die operativen Ausgaben von den Mitgliedstaaten zu tragen. Staaten, die sich bei einem Beschluss mit einer förmlichen Erklärung enthalten haben, müssen sich auch an der Finanzierung der entsprechenden Maßnahmen nicht beteiligen.

## Die Gemeinsame Sicherheits- und Verteidigungspolitik

EUFOR-Emblem

Ein besonderer Teil der GASP ist die Gemeinsame Sicherheits- und Verteidigungspolitik (Die 1999 gegründete ESVP ist die Intensivierung der GASP). Sie unterliegt demselben rechtlichen Rahmen, zeigt jedoch auch einige Besonderheiten, die in Art. 42 bis Art. 46 EU-Vertrag speziell geregelt sind. Missionen im Bereich der GSVP können gemeinsame Abrüstungsmaßnahmen, humanitäre Aufgaben und Rettungseinsätze, militärische Beratung, Aufgaben zur Konfliktverhütung und Friedenserhaltung sowie Kampfeinsätze zur Krisenbewältigung und Friedensschaffung umfassen (Art. 43 EU-Vertrag).
Gemäß Art. 42 Abs. 2 EU-Vertrag berührt die GSVP nicht den „besonderen Charakter der Sicherheits- und Verteidigungspolitik bestimmter Mitgliedstaaten“. Dies spielt sowohl auf die Neutralität beispielsweise von Österreich und Irland als auch auf die NATO-Mitgliedschaft zahlreicher anderer EU-Mitgliedstaaten an. Die GSVP soll somit ausdrücklich nicht in Konkurrenz zur NATO treten. Mit dem Vertrag von Lissabon wurde erstmals eine wechselseitige Bündnispflicht aller EU-Mitgliedstaaten im Falle eines bewaffneten Angriffes eingeführt (Art. 42 Abs. 7 EU-Vertrag). Auch diese soll jedoch den „besonderen Charakter“ der Verteidigungspolitik einzelner Mitgliedstaaten unberührt lassen und regelt nicht die Form, in der der wechselseitige Beistand zu leisten wäre.
Beschlüsse im Bereich der GSVP werden grundsätzlich einstimmig beschlossen. Anders als für die übrige GASP gilt für die GSVP auch nicht die Passerelle-Klausel, durch die der Europäische Rat für Fälle, in denen im Rat eigentlich die Einstimmigkeit vorgesehen ist, Mehrheitsregelungen einführen kann. Falls einzelne Mitgliedstaaten aber in bestimmten Bereichen intensiver zusammenarbeiten wollen, als das auf Ebene der gesamten EU möglich ist, können sie eine Ständige Strukturierte Zusammenarbeit einrichten (Art. 46 EU-Vertrag).
Für Aktionen im Rahmen der GSVP greift die EU auf die Truppen von Mitgliedstaaten zurück, die sich dazu bereit erklären. Daneben gibt es multinationale Verbände, die sogenannten EU Battlegroups, die für die kurzfristige Krisenreaktion eingesetzt werden können.

## Geschichte der GASP
Obwohl die Außenpolitik traditionell als Kernstück der staatlichen Souveränität betrachtet wird und daher immer auf diesem Gebiet auch erhebliche Vorbehalte der Mitgliedstaaten gegen den Verzicht auf Hoheitsrechte existierten, wurde in der Geschichte der europäischen Integration schon früh darüber diskutiert. Bereits kurz nach der Vorstellung des Schuman-Plans, der zur Gründung der Europäischen Gemeinschaft für Kohle und Stahl (EGKS) führte, stellte der französische Ministerpräsident René Pleven im Oktober 1950 den Pleven-Plan vor, der die Einrichtung einer Europa-Armee unter Führung eines europäischen Außenministers vorsah. In der Bundesrepublik Deutschland, die zu dieser Zeit noch nicht die außenpolitische Souveränität zurückgewonnen hatte, stieß der Plan schnell auf Zustimmung; 1952 unterzeichneten die sechs EGKS-Gründerstaaten den Vertrag zur Gründung der Europäischen Verteidigungsgemeinschaft (EVG). Darin vorgesehen war auch die Einrichtung einer Europäischen Politischen Gemeinschaft (EPG), in der die Außenpolitik der Mitgliedstaaten supranational zusammengefasst werden sollte.
Allerdings stießen die Pläne zur Gründung von EVG und EPG aus verschiedenen Gründen schon bald auf Schwierigkeiten in der französischen Nationalversammlung, die zum einen den nationalen Souveränitätsverzicht ablehnte und zum anderen befürchtete, die USA könnten die Gründung der EVG nutzen, um ihre Truppenzahl in Europa zu reduzieren und damit die Bürde für die Verteidigung Westeuropas im Kalten Krieg auf die Europäer selbst abwälzen. 1954 beschloss die Nationalversammlung daher, den EVG-Vertrag nicht zu ratifizieren, wodurch das Konzept einer supranationalen europäischen Außenpolitik vorerst gescheitert war. Die europäische Integration setzte sich stattdessen mit der Europäischen Wirtschaftsgemeinschaft (EWG) sowie der Europäischen Atomgemeinschaft (Euratom) im wirtschaftlichen Bereich fort. Die Europäische Kommission hatte zwar einen Kommissar für Außenbeziehungen und richtete seit 1954 auch Auslandsvertretungen, die sogenannten Delegationen, ein; eine Koordination mit den Außenministerien der Mitgliedstaaten erfolgt jedoch nicht.
Statt der militärischen Integration wurde 1955 zwischen den sechs EGKS-Staaten und Großbritannien die Westeuropäische Union (WEU) gegründet, ein kollektiver Beistandspakt, der jedoch keine gemeinsamen Verteidigungsstrukturen vorsah. Zugleich wurden außerdem Deutschland und Italien in die NATO aufgenommen, die sich in den folgenden Jahren als das wichtigste Militärbündnis der westlichen Welt etablierte.
Trotz des Scheiterns der EVG wurden jedoch auch in den folgenden Jahren immer wieder Pläne vorgelegt, um eine bessere außenpolitische Zusammenarbeit der EGKS-Mitgliedstaaten zu gewährleisten. 1960 und 1962 präsentierte die französische Regierung unter Charles de Gaulle die beiden Fouchetpläne, die jedoch von den übrigen Mitgliedstaaten abgelehnt wurden, da sie eine Schwächung der Europäischen Kommission implizierten. Nach der Krise des leeren Stuhls wurde auf dem Gipfel von Den Haag 1969 beschlossen, einen neuen Versuch zur außenpolitischen Zusammenarbeit zu machen. Hierfür wurde ein von dem belgischen Diplomaten Étienne Davignon geleiteter Ausschuss eingesetzt, der am 27. Oktober 1970 seine Ergebnisse, den sogenannten Davignon-Bericht präsentierte. Dieser zeigte Perspektiven für eine künftige außenpolitische Zusammenarbeit der EG-Mitgliedstaaten auf und empfahl ihnen insbesondere, auf internationaler Bühne so weit wie möglich mit einer Stimme zu sprechen. In der Folge wurde mit dem Luxemburger Bericht die Europäische Politische Zusammenarbeit (EPZ) beschlossen.
Die EPZ war zunächst nur eine lose Kooperation, die keine formale Grundlage in den Gemeinschaftsverträgen besaß und für die auch keine eigenen supranationalen Institutionen eingerichtet wurden. Vielmehr bestand sie in einer losen Zusammenarbeit zwischen den Regierungen, die sich etwa vor internationalen Konferenzen absprachen, um nach Möglichkeit gemeinsame Positionen zu vertreten. Auf der Konferenz für Sicherheit und Zusammenarbeit in Europa erfuhr die EPZ 1973–1975 ihren ersten Praxistest, der erfolgreich verlief. In den folgenden Jahren der Eurosklerose jedoch kam es immer öfter zu Konflikten der Regierungen untereinander, was auch einen geschlossenen Außenauftritt unmöglich machte.
Mit der Einheitlichen Europäischen Akte (EEA) von 1986 wurde die EPZ erstmals auch vertraglich festgehalten. Außerdem wurde das Generalsekretariat des Rates eingerichtet, das die Koordinierung zwischen den Regierungen erleichtern sollte. Mit dem Vertrag von Maastricht 1992 wiederum wurde die EPZ in Gemeinsame Außen- und Sicherheitspolitik (GASP) umbenannt und als zweite der drei Säulen der Europäischen Union in das rechtliche Rahmenwerk der EU eingebunden. Die Entscheidungsmechanismen wurden nun formalisiert: Zwar war zur Festlegung eines gemeinsamen Standpunkts weiterhin die Einstimmigkeit der Regierungen notwendig, anders als zuvor galten solche beschlossenen Standpunkte nun jedoch für alle Mitgliedstaaten als verbindlich.

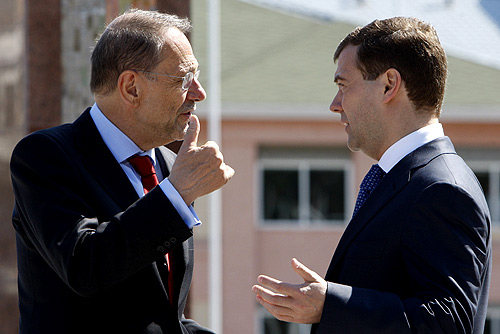
Javier Solana mit Dmitri Medwedew im Jahr 2008

Während der 1990er Jahre wurden die Strukturen der GASP immer weiter ausgebaut; der Generalsekretär des Rates wurde mit dem Vertrag von Amsterdam 1997 zum Hohen Vertreter für die Gemeinsame Außen- und Sicherheitspolitik ernannt, der die Europäische Union immer öfter auch auf internationaler Ebene vertrat. Erster Hoher Vertreter wurde Javier Solana, der das Amt zehn Jahre lang innehatte. Allerdings trat das Amt des Hohen Vertreters zunehmend in Konkurrenz zu dem des Außenkommissars, der anders als der Hohe Vertreter nicht dem Rat, sondern der Europäischen Kommission verantwortlich war, ansonsten aber genau dieselben Zuständigkeitsbereiche hatte. Hinzu kam der Ratsvorsitz im Rat für Allgemeine Angelegenheiten und Auswärtige Beziehungen, der halbjährlich zwischen den Außenministern der Mitgliedstaaten rotierte und dessen Aufgaben sich teilweise ebenfalls mit denen des Hohen Vertreters überschnitten. Dies bedrohte das Kohärenzgebot in der GASP ebenso wie die außenpolitischen Differenzen zwischen den Mitgliedstaaten, die sich etwa in der Irak-Krise 2003 zeigten.
Im EU-Verfassungsvertrag von 2004 wurde deshalb beschlossen, die drei Ämter des Hohen Vertreters, des Außenkommissars und des Ratsvorsitzenden im Außenministerrat zusammenzulegen. Dieses neue Amt, der sogenannte „kleine Doppelhut“, sollte als Außenminister der Europäischen Union bezeichnet werden. Da die Ratifikation des Verfassungsvertrags jedoch scheiterte, wurde dieser Plan erst mit dem Vertrag von Lissabon 2007 umgesetzt, wobei der Begriff „Außenminister“ durch die neue Bezeichnung als Hoher Vertreter der EU für Außen- und Sicherheitspolitik ersetzt wurde. Außerdem wurde mit dem Vertrag von Lissabon der Europäische Auswärtige Dienst geschaffen, der die Koordination der GASP wesentlich vereinfachen soll. Zudem wurde die Struktur der drei Säulen aufgelöst und die EU erhielt eine eigene Rechtspersönlichkeit, was ihren Auftritt auf der internationalen Bühne erleichtern soll. Nicht verändert wurden allerdings die Entscheidungsmechanismen, die weiterhin auf dem Prinzip der Einstimmigkeit aller Regierungen der Mitgliedstaaten beruhen.
Mit dem Ende des Kalten Krieges gewann auch die Idee einer europäischen Verteidigung wieder an Bedeutung. Schon in den 1980er Jahren hatte es Pläne zu einer Reaktivierung der Westeuropäischen Union gegeben, die neben der NATO kaum noch eine eigene Bedeutung hatte. 1992 beschloss die WEU, die mit dem Vertrag von Maastricht als fester Partner mit der EU verbunden wurde, die Übernahme der sogenannten Petersberg-Aufgaben, die humanitäre und Rettungseinsätze, friedenserhaltende Aufgaben sowie Kampfeinsätze bei der Krisenbewältigung umfassten. Dennoch erwies sich die Europäische Union in den blutigen Konflikten im zerfallenden Jugoslawien in den 1990er Jahren als weitgehend handlungsunfähig. Stabilisierungsaktionen konnten hier lediglich von der NATO, und meist unter US-amerikanischem Oberbefehl, durchgeführt werden. Mit dem Vertrag von Nizza 2001 wurde deshalb die Europäische Sicherheits- und Verteidigungspolitik (ESVP, die spätere GSVP) als Teilbereich der GASP in den EU-Vertrag aufgenommen, deren Mittel in den folgenden Jahren schrittweise ausgebaut wurden. Mit dem Vertrag von Lissabon 2007 schließlich wurde der EU-Vertrag mit einer wechselseitigen Beistandsklausel versehen, wie sie zuvor auf europäischer Ebene außerhalb der NATO nur im WEU-Vertrag existiert hatte. Die WEU hatte damit ihre Bedeutung verloren und wurde deshalb 2010 – nach Inkrafttreten des Lissabon-Vertrages – aufgelöst.
In Brüssel gibt es seit dem Lissaboner Vertrag drei Akteure in der EU-Aussenpolitik, den Aussenbeauftragten und Chef des diplomatischen Dienstes, den Präsidenten der EU-Kommission und den Präsidenten des Europäischen Rates. Die außenpolitisch einflussreichen Mitgliedstaaten, allen voran Deutschland und Frankreich, oder bis zum Brexit auch England, beanspruchten gegenüber den USA das maßgebliche Mitspracherecht der EU im westlichen Bündnis.
Im Atomkonflikt mit dem Iran fungierte die EU-Außenbeauftragte Federica Mogherini als Koordinatorin der internationalen Sechsergruppe der Außenminister der Vetomächte des UN-Sicherheitsrates erfolgreich bis zum Abschluss eines Vertrages mit dem Iran im Juli 2015. Mogherini leitete im April 2018 eine von der EU und der Uno organisierte Geberkonferenz in Brüssel zur humanitären Unterstützung der syrischen Bevölkerung im syrischen Bürgerkrieg.
Als wichtigstes außenpolitisches Instrument der EU erwiesen sich wirtschaftliche Sanktionen, vor allem seit Beginn des Ukraine-Krieges im Jahr 2022. Seit Februar 2022 hat die EU unter Federführung des EU-Außenbeauftragten Josep Borell vierzehn Sanktionspakete gegen Russland verhängt, um Russlands Wirtschaft zu schwächen und dem Kreml die Mittel zur Finanzierung des Krieges zu begrenzen.
Gemäß Artikel 215 des Vertrags über die Arbeitsweise der Europäischen Union (AEUV) wird das Verfahren zur Verhängung von Sanktionen gegen Drittländer festgelegt. Als Instrument der Gemeinsamen Außen- und Sicherheitspolitik (GASP) müssen solche Sanktionen einstimmig vom Europäischen Rat beschlossen werden. Im Mai 2023 blockierte Ungarn vorübergehend eine Militärhilfe in Höhe von 500 Milliarden Euro im Rahmen der Europäischen Friedensfazilität (EPF6).

### Zeittafel
| Unterz. In Kraft Vertrag                    | 1948 Brüsseler Pakt                                               | 1951 1952 Paris                                                   | 1954 1955 Pariser Verträge                      | 1957 1958 Rom                                       | 1965 1967 Fusions- vertrag                          | 1986 1987 Einheitliche Europäische Akte | 1992 1993 Maastricht     | 1992 1993 Maastricht          | 1997 1999 Amsterdam           | 2001 2003 Nizza        | 2001 2003 Nizza | 2007 2009 Lissabon |  |  |  |  |  |  |  |  |  |
|                                             |                                                                   |                                                                   |                                                 |                                                     |                                                     |                                         |                          |                               |                               |                        |                 |                    |  |  |  |  |  |  |  |  |  |
| Europäische Gemeinschaften                  | Europäische Gemeinschaften                                        | Drei Säulen der Europäischen Union                                | Drei Säulen der Europäischen Union              | Drei Säulen der Europäischen Union                  | Drei Säulen der Europäischen Union                  | Drei Säulen der Europäischen Union      |                          |                               |                               |                        |                 |                    |  |  |  |  |  |  |  |  |  |
|                                             | Europäische Atomgemeinschaft (Euratom)                            | Europäische Atomgemeinschaft (Euratom)                            | →                                               |                                                     |                                                     |                                         | ←                        |                               |                               |                        |                 |                    |  |  |  |  |  |  |  |  |  |
|                                             |                                                                   |                                                                   | →                                               | Europäische Gemeinschaft für Kohle und Stahl (EGKS) | Europäische Gemeinschaft für Kohle und Stahl (EGKS) | Vertrag 2002 ausgelaufen                | Vertrag 2002 ausgelaufen |                               | Europäische Union (EU)        | Europäische Union (EU) |                 |                    |  |  |  |  |  |  |  |  |  |
|                                             |                                                                   |                                                                   | →                                               | Europäische Wirtschaftsgemeinschaft (EWG)           | Europäische Wirtschaftsgemeinschaft (EWG)           |                                         | ←                        | Europäische Gemeinschaft (EG) | Europäische Gemeinschaft (EG) | Europäische Union (EU) |                 |                    |  |  |  |  |  |  |  |  |  |
|                                             |                                                                   |                                                                   | →                                               | Justiz und Inneres (JI)                             |                                                     |                                         | ←                        | Europäische Gemeinschaft (EG) | Europäische Gemeinschaft (EG) | Europäische Union (EU) |                 |                    |  |  |  |  |  |  |  |  |  |
|                                             | Polizeiliche und justizielle Zusammenarbeit in Strafsachen (PJZS) | Polizeiliche und justizielle Zusammenarbeit in Strafsachen (PJZS) | →                                               | Justiz und Inneres (JI)                             | ←                                                   |                                         |                          |                               |                               | Europäische Union (EU) |                 |                    |  |  |  |  |  |  |  |  |  |
| Europäische Politische Zusammenarbeit (EPZ) | →                                                                 | Gemeinsame Außen- und Sicherheitspolitik (GASP)                   | Gemeinsame Außen- und Sicherheitspolitik (GASP) | Gemeinsame Außen- und Sicherheitspolitik (GASP)     | ←                                                   |                                         |                          |                               |                               | Europäische Union (EU) |                 |                    |  |  |  |  |  |  |  |  |  |
| Westunion (WU)                              | Westunion (WU)                                                    | Westeuropäische Union (WEU)                                       | Westeuropäische Union (WEU)                     | Westeuropäische Union (WEU)                         | Westeuropäische Union (WEU)                         |                                         |                          |                               |                               | Europäische Union (EU) |                 |                    |  |  |  |  |  |  |  |  |  |
| Westunion (WU)                              | Westunion (WU)                                                    | Westeuropäische Union (WEU)                                       | Westeuropäische Union (WEU)                     | Westeuropäische Union (WEU)                         | Westeuropäische Union (WEU)                         | aufgelöst zum 1. Juli 2011              |                          |                               |                               |                        |                 |                    |  |  |  |  |  |  |  |  |  |
|                                             |                                                                   |                                                                   |                                                 |                                                     |                                                     |                                         |                          |                               |                               |                        |                 |                    |  |  |  |  |  |  |  |  |  |

## Politische Relevanz
Die GASP und ihre Ausgestaltung geht im Wesentlichen auf die Initiative und das Engagement der Bundesrepublik Deutschland zurück und wird bei eher nationalstaatlich orientierten Ländern wie Frankreich und Großbritannien dementsprechend auch als deutsches Projekt gesehen. Für die Nicht-NATO-Mitglieder in der EU, wie Finnland (ehemals) und Österreich, wurde sie zu einem wichtigen außenpolitischen Beteiligungsinstrument.
In der Folge der Resolution 1973 des UN-Sicherheitsrates und der europäischen Uneinigkeit im Umgang mit dem Bürgerkrieg in Libyen (2011) kritisierten einige Außenpolitiker eine angebliche Abkehr der Bundesrepublik Deutschland von der GASP, sowie auch ein Versagen der auf Basis der GASP beabsichtigten Steuerung außenpolitischer Konflikte in der Gemeinschaft. Auch mit Blick auf den Krieg in der Ukraine seit 2014 wurde die GASP als Chance zu einer gemeinsamen Lösung betrachtet, die jedoch durch Uneinigkeit im strategischen Umgang mit Russland nicht genutzt wurde. Stattdessen erlangte die NATO laut Markus Kaim mit der Bewältigung des Kriegs erneut wesentliche Bedeutung als außen- und sicherheitspolitischer Akteur in Europa.
Anlässlich der Prager Rede von Bundeskanzler Olaf Scholz im Mai 2022 forderten einige europäische Außenminister Entscheidungen mit qualifizierter Mehrheit in der EU-Außenpolitik, unter gezielter Nutzung der Passerelle-Klausel. Bei der Entscheidung über EU-Waffenlieferungen und die Ausbildungsmission für das ukrainische Militär enthielten sich Irland, Malta und Österreich damit die Mission umgesetzt werden konnte. In Anbetracht einer möglichen EU-Erweiterung nach 2030 sollte sich die Union mittelfristig auf eine umfangreiche Vertragsänderung vorbereiten.